# Dambenoît-lès-Colombe
Dambenoît-lès-Colombe è un comune francese di 274 abitanti situato nel dipartimento dell'Alta Saona nella regione della Borgogna-Franca Contea.

## Società

### Evoluzione demografica
Abitanti censiti